# Општина Данеш (Муреш)
Данеш (рум. Daneş) општина је у Румунији у округу Муреш.
Oпштина се налази на надморској висини од 394 m.